# Roger Miller
Pour les articles homonymes, voir Miller.
Roger Dean Miller est un auteur-compositeur et chanteur américain né le 2 janvier 1936, et mort le 25 octobre 1992 à Los Angeles, connu en particulier pour les chansons King of the Road, Dang Me et England Swings. Il a également écrit et composé entièrement la comédie musicale de Broadway Big River, en 1985, qui raconte l'histoire de Huckleberry Finn (voir Les Aventures de Huckleberry Finn).

## Vie et notoriété
Sa mère, Laudene Holt Miller, et son père, Jean Miller, furent parents de trois fils, dont Roger fut le dernier. Roger naquit à Fort Worth, et perdit son père à l'âge d'un an. En conséquence, il fut envoyé chez sa tante et son oncle, Elmer et Armelia Miller, à Erick, une ville de l'Oklahoma, et vécut une enfance esseulée et malheureuse.
Grandement influencé par les émissions du samedi soir Grand Ole Opry et Light Crust Doughboys (émission de radio locale), longtemps il a caressé désespérément le rêve de devenir un chanteur-auteur-compositeur. À l'âge de 17 ans, il vola bien une guitare, mais finalement, il choisit plutôt que d'aller en prison, un engagement dans l'armée. Il la quitta bientôt puis partit vivre à Nashville afin de travailler à sa carrière musicale. L'année 1959 vit apparaître sa première chanson n° 1 des ventes : Billy Bayou. Très tôt catalogué comme chanteur de country, il contredit très rapidement ses critiques par les variations dans ses succès musicaux, qui vont de la balade romantique à de véritables nouveaux thèmes proches de l'humour. Il obtint de nombreux succès qui se sont enchaînés durant toute la décennie qui suivit, et il produisit même sa propre émission radiophonique dès 1966.
Pendant la décennie des années 1970, Roger Miller est apparu dans des spots publicitaires pour des absorbeurs de chocs, les Monroe, avec pour fond sonore sa chanson la plus connue réorchestrée. Roger Miller a écrit et interprété trois chansons, dont le Whistle Stop d'introduction, dans la version en dessin animé de Robin des Bois de 1973.
Roger Miller épousa Mary Arnold le 14 février 1978, musicienne, membre du groupe The First Edition, qui accompagna Kenny Rogers. Plus tard, veuve, elle deviendra gestionnaire de l'héritage de son défunt mari.

## Anecdotes
- Le fils aîné de Mary et Roger, Dean Miller, est également chanteur-auteur-compositeur. La chanson de Noël de Roger Miller Old Toy Trains est écrite pour son fils, âgé de deux ans à la sortie du titre, en 1967. Cette chanson a fait l'objet d'une version française par Graeme Allwright: Petit Garçon.
- Fumeur de très longue date, Roger Miller est décédé des suites d'un cancer du poumon et de la gorge en 1992. À ses 11 Grammy Awards, il faut ajouter une récompense pour son travail à Broadway.
- Il entra au Songwriters Hall of Fame de Nashville en 1973, ainsi qu'à l'équivalent du style country (le Country Music Hall of Fame) en 1995.
- À Erick, ville d'Oklahoma où il a grandi, une des artères principales fut rebaptisée "Roger Miller Boulevard."
- Le refrain d'une de sa chanson England Swings fut employé en 1998 par la chaîne BBC en radio, pour le programme 15 Minutes of Misery, ainsi qu'en 2003 dans le film Shanghai Knights.
- Dans son autobiographie, Johnny Cash compare la voix de Roger Miller à la sienne.
- En 2007, dans le film Into The Wild, on peut entendre King of the Road, notamment lorsque le personnage principal y fait référence dans une lettre.
- Il composa les thèmes les plus célèbres du dessin animé Robin des Bois des studios de Walt Disney, chantées par le coq Adam de la Halle (Alan-a-Dale), qu'il doubla :
  - "Whistle-Stop" (générique) écrit et chanté par Roger Miller
  - "Oo-De-Lally" (Quel beau jour vraiment) écrit et chanté par Roger Miller.
  - "Not In Nottingham" (Pas à Nottingham) écrit et chanté par Roger Miller
  - "Oo-De-Lally"(reprise) écrit et chanté par Roger Miller

## Discographie

### Albums
- Roger and Out (1964)
- The Return of Roger Miller (1965)
- The 3rd Time Around (1965)
- Words and Music (1966)
- Walkin' in the Sunshine (1967)
- A Tender Look at Love (1968)
- Roger Miller (1969)
- Roger Miller Featuring Dang Me! (1969)
- A Trip in the Country (1970)
- Roger Miller 1970 (1970)
- Dear Folks, Sorry I Haven't Written Lately (1973)
- Celebration (1976)
- Painted Poetry (1977)
- Off the Wall (1978)
- Waterhole No. 3 (1978)
- Making a Name for Myself (1979)
- Old Friends  (avec Willie Nelson)  (1982)
- The Country Side of Roger Miller (1986)
- Green Green Grass of Home (1994)
- King of the Road: The Genius of Roger Miller (1995)

## Sources
- (en) Cet article est partiellement ou en totalité issu de l’article de Wikipédia en anglais intitulé « Roger Miller » (voir la liste des auteurs).